# Kenny Bräck

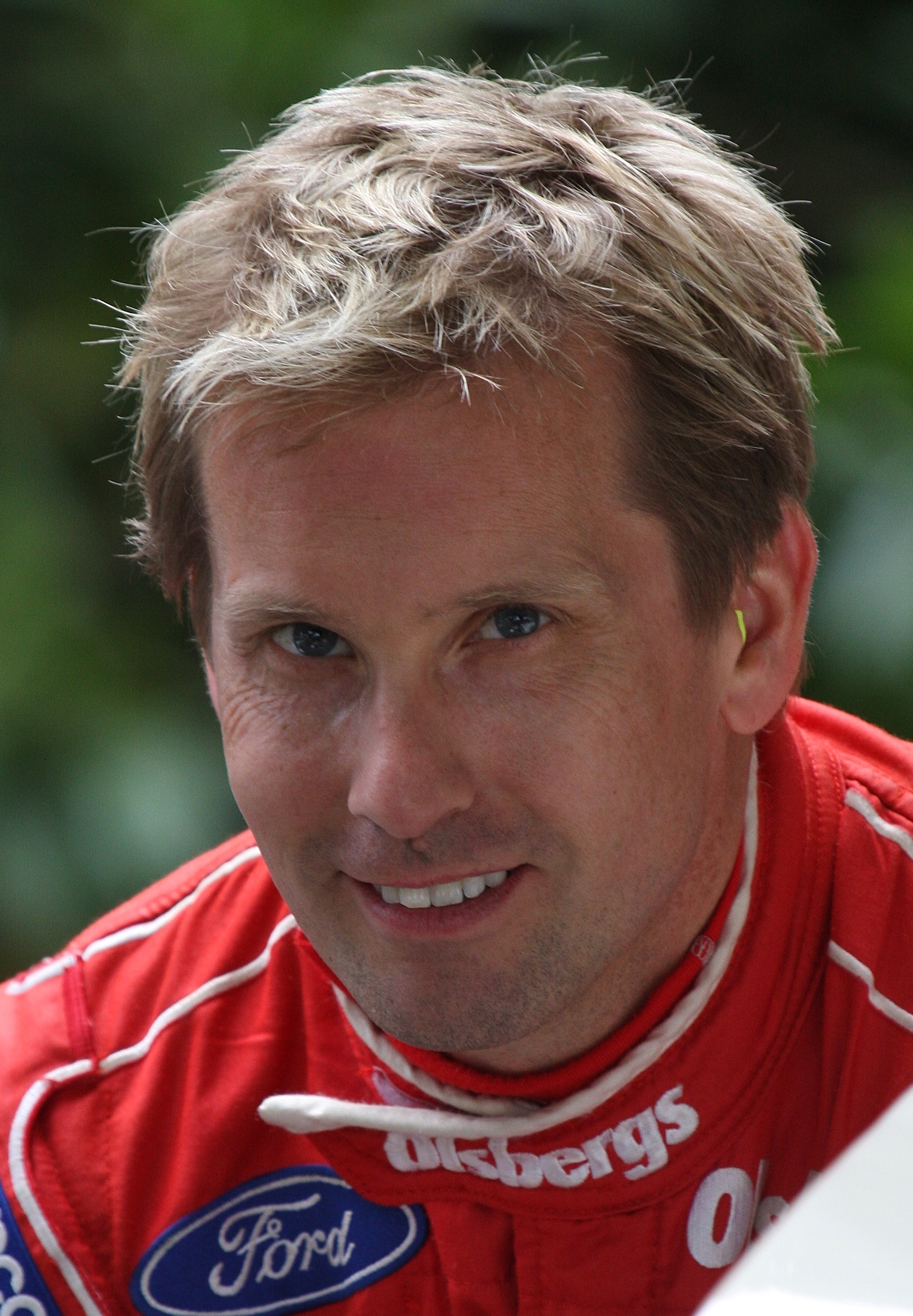
Kenny Bräck (2011)

Kenny Bräck (* 21. März 1966 in Arvika) ist ein ehemaliger schwedischer Automobilrennfahrer.

## Karriere

### Monoposto-Rennfahrer
Bräcks Karriere begann 1988 in der schwedischen Formel-3-Serie, wo er gleich im ersten Jahr den ersten Rennerfolg verzeichnen konnte. Nach einigen Jahren in der Formel Opel Lotus und der britischen und schwedischen Formel 3 wechselte Bräck 1993 in die Barber Saab Pro Series, die er auf Anhieb für sich entscheiden konnte.
Nach drei Jahren in der internationalen Formel 3000 wechselte Kenny Bräck 1997 in die nordamerikanische Indy Racing League. In seiner zweiten Saison gewann er die Meisterschaft und führte unter anderem 23 Runden beim Indianapolis 500. Seinen größten Erfolg feierte Bräck im Jahre 1999, als er die Indianapolis 500 als erster Schwede gewinnen konnte. In der Folgesaison wechselte Bräck in die Champ-Car-Serie, wo er den Titel „Rookie of the Year“ einfahren konnte und ein Jahr später Zweiter der Gesamtwertung hinter dem Brasilianer Gil de Ferran wurde.
Im Jahr 2001 gewann Bräck dann unter anderem das American Memorial auf dem EuroSpeedway Lausitz, welches nicht nur das Europa-Comeback der ChampCars nach 23 Jahren, sondern auch deren erstes Oval-Rennen auf diesem Kontinent darstellen sollte.

### Unfall auf dem Texas Motor Speedway
Am 13. Oktober 2003 ereignete sich beim Chevy Indy 500 auf dem Texas Motor Speedway eine Kollision zwischen Bräck und Tomas Scheckter. Wenige Runden vor Schluss touchierte Bräcks linker Vorderreifen den rechten Hinterreifen von Scheckters Wagen bei einer Geschwindigkeit von zirka 350 km/h. Bräcks Rennwagen hob ab und prallte zwischen den Haltemasten gegen den Sicherheitszaun. Bräck überlebte mit diversen Knochenbrüchen, unter anderem an einem Lendenwirbel, am rechten Oberschenkel und an beiden Knöcheln.
Dieser Unfall ist ein Beispiel für die positive Wirkung des HANS-Systems. Er machte jedoch ebenfalls auf grundlegende Konstruktionsfehler der IRL-Autos aufmerksam, da diese zu dieser Zeit bereits bei geringfügigem Abtriebverlust kaum noch zu kontrollieren waren, was im Falle von Tony Renna fatal endete.
Nachdem Bräck sich von den schweren Verletzungen erholt und eine mehrmonatige Rehabilitation durchlaufen hatte, startete er 2005 noch einmal als Ersatzmann für den verletzten Buddy Rice bei den Indianapolis 500. Damit ersetzte Bräck seinerseits denjenigen Mann, der ihn nach seinem eigenen Unfall ersetzt hatte. Es blieb sein letzter Renneinsatz im professionellen Motorsport.